# Sageo

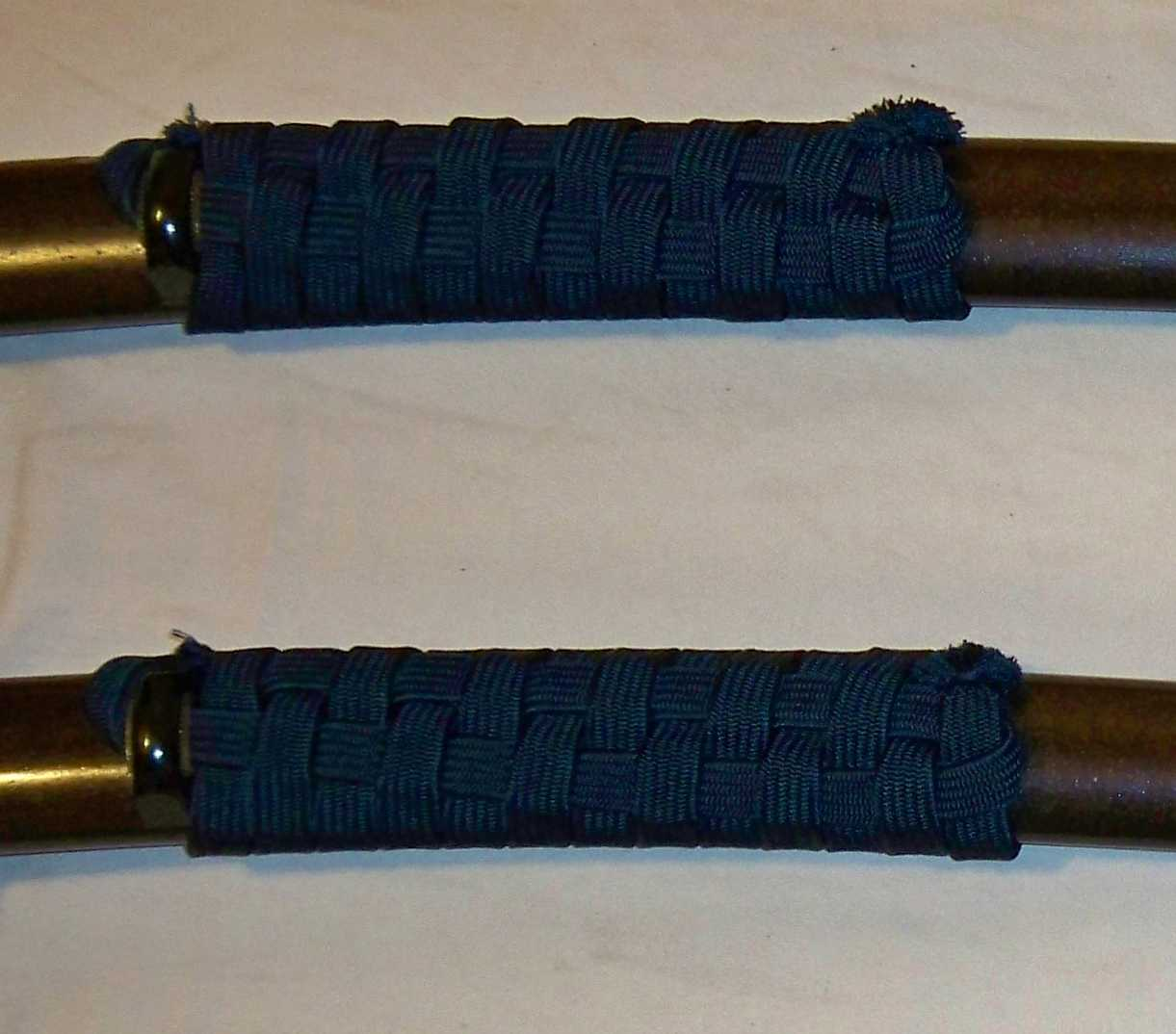
Daisho sageo

El sageo (下げ緒 Sageo?) es una cuerda de 1,80 a 2 metros de algodón o cuero que sujeta la saya del sable a la cintura. Se ata al cinturón (obi) del hakama. Era usado por ninjas y samuráis en Japón. Se le han dado diferentes usos, por ejemplo el de ser una cuerda auxiliar para sujetar cosas o para apresar a un enemigo. En este último sentido, su funcionalidad se emparenta con las "cuerdas tácticas" o "paracord" de uso militar contemporáneo.